# Art+Feminism

Емблема заходу Мистецтво та фемінізм

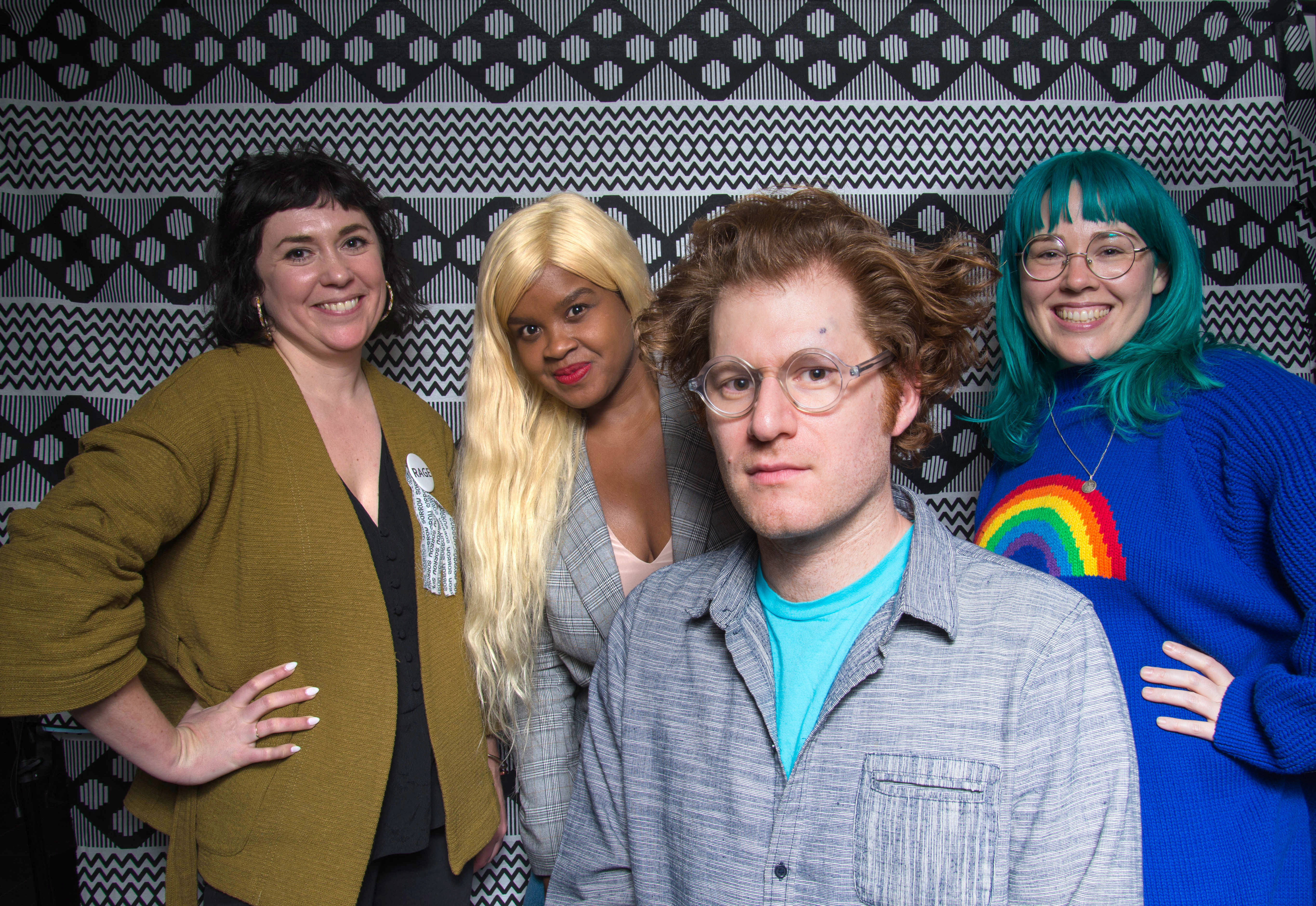
Засновниці(-ки) Art+Feminism, 2019

Мистецтво та Фемінізм (стилізовано Art+Feminism) це щорічний вікі-марафон, який організовують з метою збільшення у Вікіпедії контенту про жінок художників. Проєкт, заснований Сіяном Евансом, Жаклін Мабі, Майк Мандиберг, та Лаурою Птак, був описаний як «масова міжнаціональна спроба виправлення стійких упереджень у Вікіпедії, які непропорційно написані чоловіками про чоловіків».
В 2014 році кампанія залучила 600 волонтерок(-ів) на 30 окремих заходах. А вже наступного року 1,300 осіб залучились до 70 заходів у 17 різних країнах на 4 континентах.

## Започаткування
Art+Feminism започаткували свою діяльність, коли художня бібліотекарка Сіан Еванс розробляла проєкт для жінок та мистецтві для Art Libraries Society of North America. Еванс розповіла про ідею своїй колезі та майбутній кураторці Жаклін Маблей, яка була вражена організацією івентів вікі-марафону, присвячених пам'яті Аді Лайвелс. Мабі[хто?] переговорила з Майклом Мандибергом, професором Міського Університету Нью-Йорка, який додав Вікіпедію у навчальний план. Мандиберг в свою чергу повідомив Лауреля Птак, колегу з мистецтва та технологій у неприбутковій організації Айбім, який погодився допомогти організувати першу подію. Команда згодом рекрутувала місцеву вікіпедистку Дороті Говард, потім вікіпедистів за посадою, і Річарда Найпеля, який пізніше представив місцеву главу авторів Вікіпедії через Вікімедію Нью-Йорк.
Однією з причин започаткування Art+Feminism було те, що проєкт включав реагування на негативне висвітлення у ЗМІ встановлення системи каталогізації Вікіпедії. Проте проєкт продовжив заповнювати гендерні прогалини в контенті Вікіпедії і підвищив число вікі-редакторок. Тільки близько 17 % біографій на Вікіпедії про жінок, і тільки 15 % осіб, що редагують енциклопедію, жінки. У 2020 році виконавчою директоркою Art+Feminism призначена Кіра Віснєвскі (Kira Wisniewski).

## Далі
За межами США у 2015 році події у інших країнах отримали висвітлення у ЗМІ, в їх числі Австралія, Канада, Камбоджа, Індія, Нова Зеландія та Шотландія. Безпосередньо в Сполучених Штатах події, які отримали висвітлення у ЗМІ, відбулися у Нью-Йорку, а також у Каліфорнії, Канзасі, Пенсільванії, Техасі і Західній Вірджинії.
Вміст, внесений учасницями та учасниками подій, відстежується на координаторському форумі у Вікіпедії.
У листопаді 2014 року журнал Foreign Policy назвав Сіан Еванс, Майкла, Річарда Кніпеля та Дороті Говард «глобальними мислителями» вирішення гендерних проблем у Вікіпедії

## Прямі посилання
- Офіційний сайт
- Art+Feminism at Wikipedia Meetup
- Mirk, Sarah (January 24, 2014). "An Epic Feminism Edit-a-thon Takes Aim at Wikipedia's Gender Gap". Bitch.
- Cogdill, Caitlin (19 лютого 2014). Wikipedia's Art & Feminism Edit-A-Thon and the Gender Gap. Wikimedia Foundation. Архів оригіналу за 12 березня 2016. Процитовано 1 березня 2019.